# Syncarpieae
Syncarpieae é uma tribo pertencente à família das mirtáceas. Tem os seguintes géneros:

## Géneros
- Syncarpia Ten.